# 원풍개혁
원풍개혁(元豊改革)은 북송 신종 때 행해진 대규모 관제 개혁이다.
고대 중국의 관제는 당나라 때 삼성육부제가 만들어지면서 극히 정밀한 형태를 갖추었다. 하지만 당 현종 이후부터 사회의 변화를 따라가지 못해 현실과 이념의 괴리가 생기기 시작하는 등 문제점도 있었다.
이를 극복하기 위해 사직(使職)이라는 임시 관직들이 도입되었다. 대표적으로 절도사와 전운사 등이 있는데 이들은 율령제에서 규정된 관직을 대체해 실권을 장악해갔고 당나라의 율령제는 형해화되어 갔다.
당나라가 무너지고 오대 십국 시대로 진입하면서 관직의 붕괴는 더욱 심화되었고 북송이 다시 천하를 통일했지만 국초에 관제를 미처 정비할 여유를 가지지 못했다.
이후 신종이 즉위하면서 왕안석을 등용해 신법이라 불리는 일련의 정치 개혁을 단행했고 특히 재정을 충실히 할 수 있었다. 이에 신종은 1080년(원풍 3년) 오랫동안 문제가 많았던 관제 개혁에 착수하여 1년 8개월에 걸쳐 이를 완성해냈다.
복잡했던 관제를 정리하여 형식적으로는 당나라 때의 삼성육부를 부활시켰지만 세부적으로는 시대 상황에 맞게 수정을 가했다. 원풍개혁을 통해 마련된 신관제는 남송은 물론이고 이후의 원나라·명나라·청나라때까지 영향을 주었다.

## 주요 내용
왕안석은 1076년(희녕 9년) 재상직에서 물러났고 다음 해에는 정계에서도 은퇴했다. 원풍개혁은 왕안석이 물러난 뒤에 본격적으로 시작됐지만 기본적인 노선은 왕안석의 신법과도 연관성이 있었다.
원풍개혁에서 중요한 내용 중 첫 번째로는 삼사를 해체한 것이다. 삼사는 재정을 담당하는 부서로 재정에 관한 거의 대부분의 권한을 가진 거대 관청이었다. 왕안석은 신법을 실시하면서 제치삼사조례사를 설치해 신진 관료를 모았다. 이와 함께 삼사의 해체를 추진해 삼사가 가진 권한을 사농시(司農寺)·태부시(太府寺)·군기감(軍器監)·장작감(將作監)·대리시(대리시)·형부(刑部)·공부(工部) 등의 다른 부서로 이관했고 삼사의 권한은 경제 사무로 한정했다. 이후 원풍개혁 때는 삼사의 권한을 호부(戶部)로 모두 옮겨서 삼사는 완전히 해체됐다.
그 다음은 인사권을 개혁했다. 과거에는 인사권을 심관원(審官院)·유내전(流內銓)·삼반원(三班院)·추밀원(樞密院) 등 네 기구가 서로 독립하여 행사했으며 각 기구는 차례대로 경조관(중상급 문관)·선인(하급 문관)·삼반사신(하급 무관)·대사신 이상 내신(중상급 무관)의 인사권을 담당했다. 1070년(희녕 3년) 심관원을 심관동원(審官東院)과 심관서원(審官西院)으로 분할하여 심관동원이 종래 심관원의 직권을 보유하고 추밀원의 인사권은 심관서원으로 이관했다. 두 기구의 인사권은 다시 원풍개혁 때 이부(吏部)로 옮겨졌다가 심관동원·심관서원·유내전·삼반원을 모두 이부 소속으로 한 뒤 각각 이부상서좌선·이부상서우선·이부시랑좌선·이부시랑우선으로 개명·개조했다. 이후 이들 기구는 이부사선사(吏部四選司)라 불리게 되었다. 하지만 추밀원은 상급 문무관의 인사권의 일부를 유지했다.
재상직도 바꾸었다. 원풍개혁은 외관상으론 당나라의 삼성육부를 모델로 했으나 삼성의 장관인 중서령·상서령·문하시중은 실제로 임명되지 않는 공석으로 있었고 부장관인 상서좌복야와 상서우복야가 문하시랑과 중서시랑을 겸임하도록 해 재상직을 두 명이 맡도록 했다. 또한 좌우상서승과 상서복야를 겸임하지 않는 문하시랑·중서시랑 등 네 명을 부재상격인 집정으로 삼아 정원이 확정되지 않았던 동중서문하평장사·참지정사를 대신해 여섯 명을 재집관(宰執官)으로 하여 국정을 맡겼다.
또한 기록관(寄錄官)을 일원화하고 직사본관(職事本官)의 직권을 회복했다. 기록관은 당나라 때의 구품제를 대신하는 것으로 예를 들어 구품제에서 종5품을 나타내는 기록관은 개혁 전에는 광록경(光祿卿)·위위경(衛尉卿)·소부감(少府監)·사농경(司農卿)·태상소경(太常少卿) 등으로 이들은 율령제 하의 직사본관이었다. 이때 광록경의 경우 황실의 식사 등을 관리하는 부서였는데 송나라 때는 이름만 사용할 뿐 실제 해당 업무를 수행하는 관직은 따로 있었다. 이를 차견(差遣)이라 한다. 개혁 전에는 같은 계제(階梯)에 네다섯 개의 기록관이 병립하여 과거 성적에 따라 임명되는 관직이 달랐다. 하지만 원풍개혁 이후에는 출신과 성적에 관계없이 하나의 관직에만 임명되도록 했으며 직사본관에 대응하는 차견도 통합하여 종래 율령제에서 규정된 직무와 권한을 회복했다. 이때의 개혁은 문관 계열에만 이루어져서 무관이나 기술관료들은 종래의 이름뿐인 내사직(内使職)을 무계·기술관계로서 유용했지만 북송 휘종 때인 정화 연간에 무계·기술관계의 일원화가 이루어졌다.
추밀원은 당나라 율령제에는 없던 기관으로 폐지가 검토되었지만 존속하기로 결정했다. 다만 인사권이 축소되는 등 권한이 줄어들었다.
신종 사후 재상이 된 사마광은 개혁의 기본 방침은 계승하되 일부 수정을 가했다. 어사대(御史台)·간관(諌官) 등 언관직의 권한을 강화하여 본래의 직무를 수행하지 않게 되었던 문하성의 기능을 일부 계승했다. 한편 이때까지 빈발했던 재상과 언관의 충돌을 막기 위해 재상의 인사권을 강화했다. 그 결과 재상이 정책을 실시할 때마다 언관이 이를 비판하여 재상이 실각하는 사태가 줄어들어 남송 때까지 재상의 지위가 안정될 수 있었다. 이는 재상의 임명권을 가진 황제의 권한 강화로도 이어졌다. 하지만 사마광·여공저 등 구법당의 천거에 의해 유지 등이 언관에 임명되어 신법당을 규탄·추방하는 일이 일어났고 그 반동으로 후에 장돈 등 신법당이 정권을 장악하자 이번엔 구법당이 탄핵을 받아 추방되는 등 보복이 잇따랐다. 이는 신구당쟁을 격화시키는 원인 중 하나로 작용하게 되었다. 또한 훗날 남송 때도 진회가 언관을 움직여 반대파를 탄핵하여 숙청하는 수단으로 활용하기도 했다.